# Андерсон, Шантель
Шантель Дениз Андерсон (англ. Chantelle Denise Anderson; род. 22 января 1981 года в Лома-Линде, Калифорния) — американская профессиональная баскетболистка, выступавшая в женской национальной баскетбольной ассоциации. Была выбрана на драфте ВНБА 2003 года в первом раунде под общим 2-м номером командой «Сакраменто Монархс». Играла на позиции центровой. После окончания игровой карьеры вошла в тренерский штаб команды NCAA «Виргиния Тек Хокис».

## Ранние годы
Шантель родилась 22 января 1981 года в городке Лома-Линда (штат Калифорния) в семье Пола и Максин Андерсон, у неё есть три младшие сестры, а выросла в городе Ванкувер (штат Вашингтон), где училась в средней школе Хадсонс-Бей, в которой выступала за местную баскетбольную команду.